# Mafia bulgara
Mafia bulgara è un termine informale adoperato per descrivere i gruppi criminali originari della Bulgaria.

## Attività
I gruppi criminali organizzati bulgari sono coinvolti in vari tipi di reati, i più comuni dei quali sono: traffico e spaccio di droga, contrabbando di armi, sigarette, tratta di esseri umani, prostituzione, traffico illegale di oggetti d'antiquariato, estorsione (il più delle volte sotto le mentite spoglie di false compagnie di sicurezza e di assicurazione).